# Modakurichi
Modakurichi es una ciudad y nagar Panchayat situada en el distrito de Erode en el estado de Tamil Nadu (India). Su población es de 9907 habitantes (2011). Se encuentra a 13 km de Erode y a 54 km de Tirupur.

## Demografía
Según el censo de 2011 la población de Modakurichi era de 9907 habitantes, de los cuales 4931 eran hombres y 4976 eran mujeres. Modakurichi tiene una tasa media de alfabetización del 72,36%, inferior a la media estatal del 80,09%: la alfabetización masculina es del 81,25%, y la alfabetización femenina del 63,66%.